# Tidlig indsats - stadig indsats
|  | Denne artikel er oprettet af botten PalnaBot ud fra en ekstern database. Den kan derfor have sproglige fejl eller mangler. Denne skabelon kan fjernes efter kontrol af indholdet. |

Tidlig indsats - stadig indsats er en dokumentarfilm instrueret af Werner Hedman efter eget manuskript.

## Handling
Videoen viser en handicappet drengs udvikling, fra han er 1 år, til han er 9 år. Det dokumenteres, at grundlaget for en harmonisk udvikling lægges i de første barneår, og at en effektiv indsats her på afgørende måde hjælper barnet til lettere at håndtere sit handicap senere i livet. Videoen viser, hvordan forældrene med råd og vejledning bedre kan være med til at forme drengens tilværelse og fremtid, så en alvorlig fejludvikling kan undgås. Med små midler kan samfundet give barnet og familien støtte til at gøre fremskridt. Videoen er en opfølgning af filmen om Jesper: »Tidlig indsats jo før jo bedre«.